# Holice, Dunajská Streda
Holice este o comună slovacă, aflată în districtul Dunajská Streda din regiunea Trnava. Localitatea se află la altitudinea de 120 m deasupra n.m., se întinde pe o suprafață de 23,21 km2 și în 2017 număra 2.003 locuitori.

## Istoric
Localitatea Holice este atestată documentar din 1245.

## Demografie
| An:                | 1994 | 2004   | 2014   | 2024    |
| ------------------ | ---- | ------ | ------ | ------- |
| Număr de persoane: | 1813 | 1825   | 1945   | 2143    |
| Diferență:         |      | +0,66% | +6,57% | +10,17% |

| An:                | 2023 | 2024   |
| ------------------ | ---- | ------ |
| Număr de persoane: | 2155 | 2143   |
| Diferență:         |      | −0,55% |